# Белоусовка (Конотопский район)
Белоусовка (укр. Білоусівка) — посёлок,
Салтыковский сельский совет,
Конотопский район,
Сумская область,
Украина.
Код КОАТУУ — 5922087402. Население по переписи 2001 года составляло 80 человек.

## Географическое положение
Посёлок Белоусовка находится на расстоянии в 1,5 км от села Салтыково.
Посёлок состоит из двух частей, разнесённых на 1 км.
По селу протекает ручей с запрудами.